# 曙红朱雀
曙红朱雀（学名：Carpodacus waltoni），是雀形目燕雀科朱雀属的鸟类。在中国大陆，分布于青海、西藏、四川、云南等地，一般生活于海拔2700-4300m 的高山以及活动于高山灌丛草地、松林、针阔混交林、云杉林和谷地农田中。该物种的模式产地在四川松潘。

## 特征
曙红朱雀体重约27.02克，翼长约71毫米，嘴峰长约11.2毫米，喙宽度约6毫米，喙厚度约6.8毫米，跗蹠长约18.1毫米，尾长约61.5毫米。曙红朱雀是部分迁徙的鸟类，其栖息在开放的草原环境中，食性为草食性，主要食物来源是植物的干果或种子。

## 亚种
- ：分布于西藏东南部至中国西南部（新疆西南部）。
- ：分布于中国中部和西藏的高山灌丛和森林。[4]